# Kastnerhaus (Langquaid)

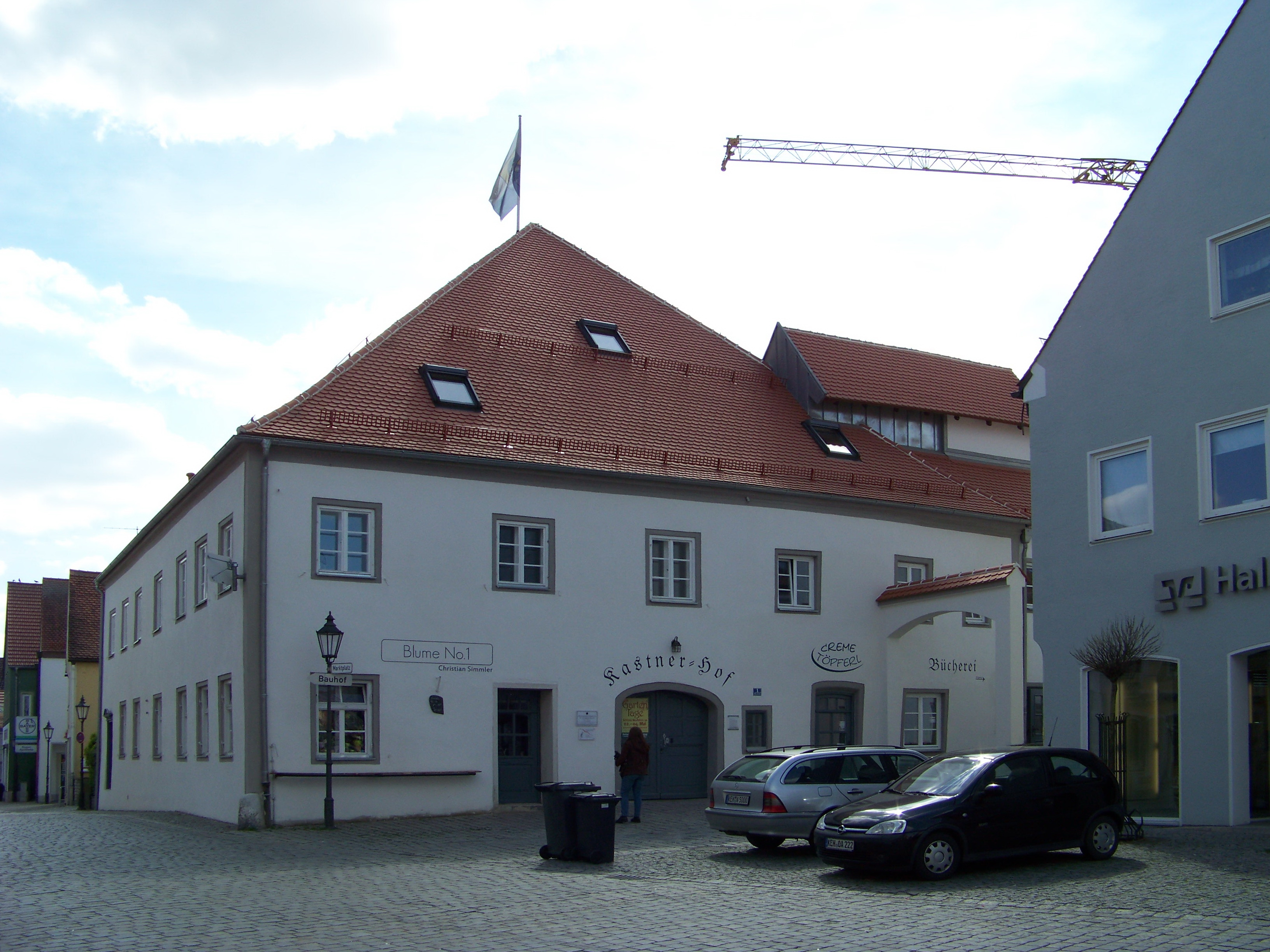
Kastnerhaus in Langquaid

Das Kastnerhaus in Langquaid, einem Markt im niederbayerischen Landkreis Kelheim, wurde im 18. Jahrhundert errichtet. Das Kastnerhaus, ein ehemaliges wittelsbachisches Amts- und Verwaltungshaus, am Marktplatz 1 ist ein geschütztes Baudenkmal.

## Beschreibung
Der zweigeschossige, verputzte Massivbau besitzt fünf zu sieben Fensterachsen und hat ein Walmdach. 
Robert Wagner erhielt im Jahr 2014 die Denkmalschutzmedaille des Freistaates Bayern für die vorbildliche Renovierung des Baudenkmals.